# Nakht-pa-aton
Nakht-pa-aton (“Forte è l'Aton”) o Nakht (fl. XIV secolo a.C.) fu un visir dell'antico Egitto sotto il regno del faraone della XVIII dinastia Akhenaton.

## Biografia
Sembra che Nakhtpaaton sia succeduto nella carica di visir a Ramose. Ramose era probabilmente visir a Tebe al momento del trasferimento a Akhetaton, la nuova capitale di Akhenaton.
La tomba di Ramose a Tebe non fu completata e, dopo il trasferimento nella nuova città, nel IV-V anno di Akhenaton, Nakhtpaaton era il visir.
I suoi titoli, come riportati nella sua abitazione e nella tomba, erano: principe ereditario, conte, custode del sigillo, sovrintendente alla città e visir, supervisore ai cantieri in Akhetaton.
Probabilmente nella tomba di Mahu, il capo della polizia, è ritratto Nakhtpaaton. Mahu è raffigurato mentre si incontra con un visir e un ufficiale inferiore di nome Heqanefer in una scena collegata al controllo di polizia della città.
Il visir risiedeva nel settore meridionale di Akhetaton e la sua abitazione è stata rinvenuta. La casa di Nakhtpaaton era un'ampia dimora che includeva sale di ricevimento, camere da letto, una sala da bagno, una lavanderia e uffici.
La sua tomba era la tomba n. 12 delle tombe dei nobili di Amarna.